# Fotodetector infrarrojo de pozos cuánticos
El fotodetector es un dispositivo optoelectrónico que se emplea principalmente para medir la radiación electromagnética en la región infrarroja, el cual, genera una señal eléctrica que es dependiente de la luz (o fotones) que recibe. Algunos están basados en el efecto fotoeléctrico, otros en el fotovoltaico, otros en el fotoelectroquímico y otros en la fotoconductividad.

## Tipos
Entre otros, incluyen:
- Fotodiodo
- Fotodiodo PIN
- Fotodiodo de avalancha

## Detectores para fibra óptica

### Tipos
Los tipos de fotodiodos que se emplean son el fotodetector PIN y el fotodiodo de avalancha (APD).> La responsividad de un fotodiodo de avalancha es mayor que la de un fotodector PIN. Sin embargo, el primero es más sensible a los cambios de temperatura y más caro que el segundo. El detector PIN se usa más comúnmente en enlaces de corta distancia y el APD es muy útil en transmisiones de larga distancia, donde la señal óptica de llegada es muy débil y se requiere alta responsividad. Por lo que se refiere a la velocidad de respuesta, ambos fotodiodos pueden trabajar actualmente a velocidades muy altas de transmisión digital.